# عبدالکریم بی‌آزار شیرازی
عبدالکریم بی‌آزار شیرازی زاده ۱۳۲۳ شیراز، روحانی شیعه محقق، نویسنده و از اعضای هیئت مؤسس انجمن قلم ایران است.

## زندگی‌نامه
وی بعد از اینکه مقدمات علوم حوزوی را در شیراز طی کرد و سطوح عالی و دروس خارج را در قم و نجف اشرف، از حضور علمای بزرگی از جمله خمینی بهره برد و تمامی بحث‌های مسائل مستحدثه ایشان را به رشته تحریر درآورد. در سال ۱۳۵۳ به دریافت گواهی افتا و اجتهاد از وزارت علوم و آموزش عالی نائل آمد و در سال ۱۳۵۴ به دانشگاه مک گیل کانادا رفت و در انستیتو مطالعات اسلامی به تحصیلات دانشگاهی پرداخت. از سال ۱۳۶۱ به تدریس در دانشگاه‌های ایران پرداخت. در سال ۱۳۷۱ موفق به اخذ درجه استادیاری در فقه و حقوق گردید و در سال ۱۳۷۲ موفق به اخذ درجه دکتری در علوم قرآن و حدیث شد و در سال ۱۳۸۰ به مرتبه دانشیاری ارتقا یافت.

## سوابق فرهنگی
- ریاست دانشکده الهیات و ادبیات
- همکاری با دارالتقریب قاهره و دبیرکل آن
- رئیس دانشگاه مذاهب اسلامی

## آثار
- دوره تفسیر کاشف؛
- دوره رساله نوین امام خمینی؛
- دوره رساله نوین فقهی- پزشکی؛
- دوره قرآن در ادبیات فارسی؛
- دوره قرآن ناطق؛
- دوره قرآن و طبیعت؛
- دوره داستان زندگی پیامبر (ص)؛
- دوره امام متقین علی (ع)؛
- دوره فاطمه (س) پاره‌تن پیامبر (ص)؛
- دوره امام حسن (ع)؛
- دوره سبط نبی (ص) حسین بن علی (ع)؛
- دوره عاشورا در سرزمین‌ها؛
- دوره خدا و اختراعات از دیدگاه علم و قرآن؛
- میثاق در قرآن؛
- طلوع و غروب تمدن‌ها؛
- جهان دیگر؛
- گذشته و آینده جهان؛
- همبستگی مذاهب اسلامی؛
- اسلام آئین همبستگی؛
- الوحدة الاسلامیة؛
- مشعل اتحاد؛
- توحید کلمه؛
- آلاء الرحمن؛
- باستان‌شناسی و جغرافیایی تاریخی قصص قرآن؛
- اخلاق عملی برای جوانان، تفسیر سوره یوسف؛
- المسائل المستحدثة، تقریرات درس امام خمینی (ره)؛
- ولایت‌های فقیه؛
- تحریر اللمعة؛
- ترجمه تفسیری و تصویری دعای عرفه؛
- ترجمه تفسیری و تصویری دعای کمیل؛
- ترجمه داستان «حی بن یقظان» ابن طفیل اندلسی؛
- بیونیک یا الهام صنعت از خلقت؛
- مناسک حج امام خمینی (ره)؛
- دعای توسل (همراه با بحثی در حقیقت توسل و پاسخ به ایرادات وهابیان)؛
- شیخ محمود شلتوت، طلایه‌دار تقریب؛
- پرشکوه‌ترین مراسم عبادت و قربانی.[۴][۵]